# Sciarra Colonna
Sciarra Colonna - de nom original Giacomo, Sciarra, en la parla popular de l'època significava "busca-raons" - (1270 - c. 1329, Venècia)) va ser un militar italià. Colonna és recordat, sobretot, perquè al setembre de 1303, al costat de Guillaume de Nogaret, canceller del rei Felip el Bell, va marxar sobre Roma amb tres-cents genets. No obstant això, el Papa Bonifaci VIII (pertanyent a la família Caetani, enemiga acèrrima dels Colonna, i que tenia litigis amb el monarca gal) no hi era, havia anat a Anagni, cap a on es van dirigir les tropes. Davant la passivitat de la gent, van arrasar el poble i van fer presoner al Papa. Durant aquest captiveri, el cap dels Colonna el va colpejar, fet que es coneix amb el nom de Ultratge d'Anagni (Oltraggio di Anagni).Tots els implicats en aquests fets van ser excomunicats i emplaçats a presentar-se davant un tribunal pontifici. La solució va ser de compromís: amb una butlla que mostrar la innocència del rei francès i Sciarra Colonna i els habitants de Anagni van ser absolts, excepte els responsables del saqueig del tresor papal.

## La disputa entre el Colonna i el Papa Bonifaci VIII
La família Colonna era una família poderosa a la Roma papal, que es presentava una vegada darrera l'altre, però sense èxit, a les eleccions papals. L'estancament entre els Colonna i els Orsini va conduir a l'elecció del Papa Celestí V, que ràpidament va abdicar, i després amb la del Papa Bonifaci VIII el 1294. El nou papa, procedent d'una família relativament obscura, va buscar totes les oportunitats per poder ampliar la base temporal de la seva família, i la va trobar en una disputa amb la família Colonna: quan el cardenal Giacomo Colonna - oncle de Sciarra - va desheretar als seus germans Ottone, Matteo i Landolfo el 1297, els tres van queixar-se al Papa, que va ordenar a Giacomo que els tornés els territoris i, a part, lliurés al papa la fortalesa i les altres ciutats de la família Palestrina. Quan Giacomo s'hi va negar, Bonifaci el va retirar del Col·legi de Cardenals i el va excomunicar juntament amb els seus seguidors. Al seu torn, Colonna va disputar la legitimitat de l'elecció de Bonifaci i va declarar a Celestí papa legítim. Finalment, Palestrina va acabar sent assaltada per les forces papals, fet que portaria conseqüències.

## L'atemptat d'Anagni
Sciarra Colonna es va aliar amb l'altre gran enemic del Papa, Felip IV de França. El setembre del 1303, Sciarra i l'assessor de Felip, Guillaume de Nogaret, van dirigir una petita força a Anagni per tal d'arrestar Bonifaci VIII i portar-lo a França, on havia de ser jutjat, i van aconseguir fer presoner al papa. En el procés, es diu que Sciarra va donar una bufetada al papa a la cara, que es va denominar com "Ultratge d'Anagni". Finalment, al cap d'uns dies, l'intent de portar-lo a França va fracassar, quan els locals van alliberar el Papa. No obstant això, Bonifaci VIII va morir el mes següent, l'11 d'octubre, permetent a França arribar a dominar als seus successors, ja més afeblits, durant el papat d'Avinyó.

## Anys posteriors
Els Colonna es van mantenir un gran poder dins els estats papals, especialment durant la continuada absència dels papes, residents a Avinyó. El 1328, Lluís IV d'Alemanya, va marxar cap a Itàlia per la seva coronació com a emperador romà-germànic. Atès que el papa Joan XXII residia a Avinyó i havia declarat públicament que no coronaria a Lluís, el rei va decidir ser coronat per un membre de l'aristocràcia romana, i va proposar a Sciarra Colonna. En honor d'aquest esdeveniment, a la família Colonna se li va concedir el privilegi d'utilitzar la corona amb puntes imperials a la part superior del seu escut d'armes. Un any després, el 1329, Sciarra Colonna va morir a Venècia.
| «                                       | Va expiar cruelment les seves violències amb Joan XXII. Va ser desterrat a perpetuïtat de Roma el 1328, exclòs -igual que els seus fills- de la noblesa i tots els seus béns confiscats en benefici de Stefano Colonna, el seu germà, qui mai va abandonar el partit güelf. Els descendents de l'infortunat Sciarra, com ell mateix, es van extingir a Venècia en una fosca misèria. | » |
| — Franciscus Colonna, de Charles Nodier | |   |